# André Blumel
Pour les articles homonymes, voir Blum et Blumel.
 (juin 2013).
André Blum dit Blumel, né le 18 janvier 1893 à Paris 10e et mort le 26 mai 1973 à Fontenay-lès-Briis, est un journaliste et avocat français, proche du Parti socialiste, puis du communisme après la Seconde Guerre mondiale. Il se manifestera par son engagement dans la Résistance intérieure française durant l'Occupation, puis par son soutien à la cause sioniste, posant les premières bases de la coopération internationale entre la France et Israël.

## Biographie

### Enfance et éducation
André Blum est né dans une famille juive originaire du Nord-est de la France, très assimilée, patriote et républicaine. Son père, Joseph, un radical-socialiste fermement agnostique, avait quitté son Alsace natale après la guerre de 1870 par fidélité à la France, et s’était établi comme négociant-tailleur à Paris, puis à Niort, dans les Deux-Sèvres. Sa mère, Amélie Cahen, d'origine champenoise, était croyante, mais limitait sa pratique du judaïsme au respect de certains rites.
André Blum poursuit sa scolarité à Niort jusqu'au baccalauréat, puis entame des études de philosophie dans la capitale. Il se réoriente ensuite vers le droit, et s’inscrit en 1926 au barreau de Paris.

### Famille
Il se marie avec une journaliste d'origine irlandaise, Marie-Édith-Agnès Davoren, avec qui il aura un fils, Jean, né en 1922. Il aura encore une fille, Bethsabée, née en 1963 d’une liaison avec Suzanne Brunnel, professeur et traductrice d'arabe.

### Débuts au Parti socialiste
Il adhère en 1911, à l’âge de 18 ans, au Groupe des Étudiants socialistes révolutionnaires ainsi qu’au Parti socialiste SFIO. Se définissant comme « jauressiste », il se lia d'emblée avec les leaders du socialisme réformiste, en particulier Albert Thomas, dont il fut plusieurs années le secrétaire. Durant la guerre, il se rangea avec eux dans la tendance dite « majoritaire », qui voulait maintenir l’Union sacrée et continuer le combat jusqu'à la victoire.

### Journaliste politique
Il entre dans le journalisme politique. Il est le rédacteur parlementaire de La Guerre sociale, puis de La Victoire, les deux journaux successifs de Gustave Hervé, jusqu’à ce que celui-ci s'éloigne du socialisme, en 1915. Il remplit ensuite le même rôle à L'Humanité, le journal du Parti que dirigeait Pierre Renaudel, l'un des principaux « majoritaires ». Quand ce dernier est obligé de démissionner fin 1918, à la suite de la prise de contrôle du Parti par les « minoritaires » réfractaires à l'Union sacrée, il quitte lui aussi la rédaction du journal, par solidarité. Il rejoint alors la Fédération socialiste du Nord, le principal bastion des « ex-majoritaires », dont il contribue à lancer en 1919 l'organe quotidien, Le Cri du Nord.
À partir de 1922, il collabore à des journaux proches de la gauche modérée, comme L’Œuvre, Le Quotidien, et L'Europe nouvelle. Il aide Renaudel à réactiver tant la tendance que le bulletin de la « Vie socialiste », qui étaient tombés en sommeil. Il entre à la rédaction du nouveau journal central, Le Populaire, comme secrétaire de rédaction et responsable de la rubrique de « l'action parlementaire ».

### À la direction du Parti
En 1920, il fait partie du groupe dit de la « Vie socialiste », fondé par Renaudel, qui voulait sauvegarder la IIe Internationale et défendre contre le bolchevisme la valeur de la défense nationale, des réformes et de la démocratie. Il en est un délégué suppléant au congrès national que la SFIO tint à Strasbourg en février. Il interrompt cependant ce combat sans attendre son dénouement, pour rejoindre Albert Thomas au Bureau international du travail (BIT), à Genève, où il exerça pendant près de deux ans les fonctions de chef des Informations.
Démissionnaire du BIT en 1922, il reprend sa place au sein de l'aile droite de la SFIO après la scission de Tours.
L'appui de ses amis lui permet de pénétrer plus avant dans l'organisation du Parti. Il remplit les fonctions de secrétaire administratif du groupe parlementaire SFIO de 1924 à 1928. Il représente la « Vie socialiste » à la Commission administrative permanente (CAP), l'organisme central du Parti, comme membre suppléant de 1925 à 1928 et en 1932, puis titulaire à partir de septembre 1932.
Il a pour objectif majeur la participation de la SFIO à un « cartel des gauches » électoral, parlementaire et gouvernemental associant les radicaux et les socialistes pour la réalisation d'une politique de réformes et de paix. Il plaide comme ses amis pour l'entrée de socialistes dans un gouvernement à direction radicale chaque fois que la question fut posée, en 1926, 1929, 1932 et 1933. Faute de pouvoir s'imposer, la « Vie socialiste », appuyée à partir de 1928 par une majorité du groupe parlementaire, se lance dans une longue confrontation avec la direction du Parti. Blumel la suit jusqu’à la crise finale de 1933. C’est ainsi qu'il se range en mai 1933 parmi les cinq membres de l'aile droite de la CAP qui refusèrent d’entériner le rapport moral du secrétaire général Paul Faure. Cependant, il refuse de suivre ses amis dans la voie de la scission. Au congrès national que la SFIO réunit en juillet 1933, il défend un texte conciliateur présenté par Vincent Auriol. Ce fut à ce titre qu'il conserve son siège à la CAP.

### Politique régionale
Il s’applique également, de 1928 à 1934, à s'implanter dans les Deux-Sèvres, son département d'origine. En 1928, il prit une part active à la fondation et devint le rédacteur en chef de l'organe de la Fédération SFIO locale, Le Travail. Il se présente à toutes les élections, briguant les sièges de député de la 2e circonscription de Niort aux élections législatives de 1928 et 1932, de conseiller d'arrondissement du 2e canton de Niort lors des cantonales de 1928 et 1934, et de conseiller municipal de Niort. Il ne l'emporte cependant qu’à l'élection municipale partielle, le 2 octobre 1932, sur une liste « d’Union des gauches ». Pour le reste, il échoue chaque fois dès le premier tour. Il rencontre également des difficultés au sein de sa fédération. Même s'il réussit souvent à placer celle-ci sur les positions de l'aile droite, il eut constamment maille à partir avec les représentants locaux de la tendance de gauche « Bataille socialiste ». La confrontation s'envenime jusqu'à la rupture lors des élections cantonales des 7 et 14 octobre 1934. Un de ses éditoriaux sur la tactique à adopter vis-à-vis des radicaux, d'inspiration cartelliste, ayant été rejeté par Le Travail, il s'estime désavoué, se démet dès le 15 octobre 1934 de ses mandats de rédacteur en chef du Travail et de conseiller municipal, et quitte pour toujours la fédération.

### Directeur de cabinet

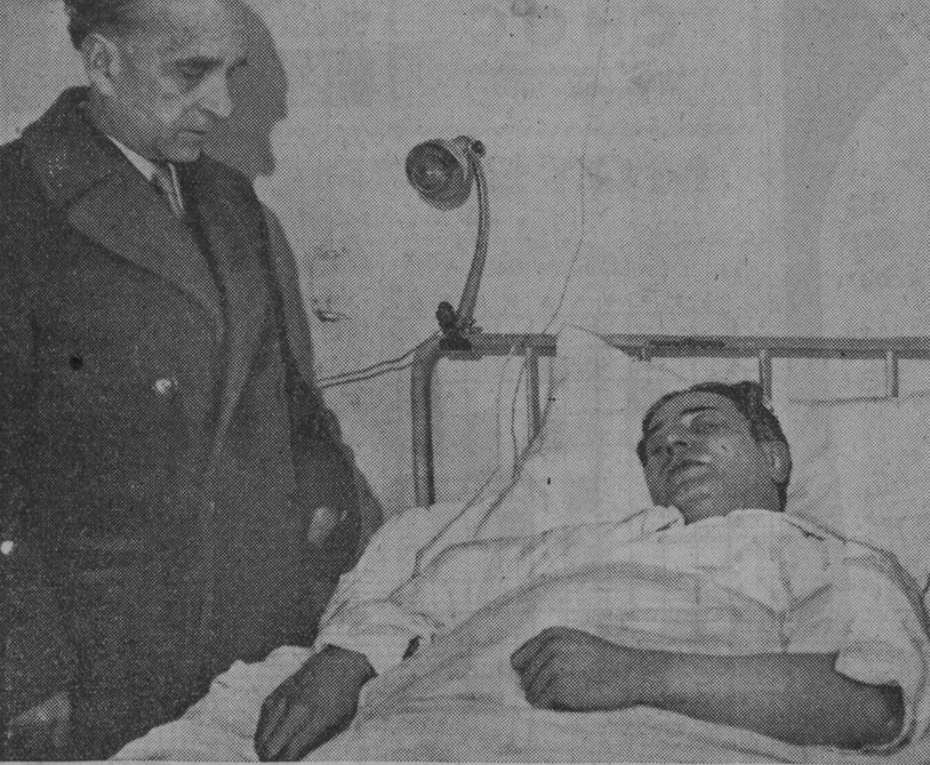
Le ministre Paul Faure au chevet d'André Blumel blessé par balle lors de la fusillade de Clichy dans Paris-Soir du 18 mars 1937.

Renonçant alors définitivement au journalisme et à la province, il choisit de vivre principalement dans la capitale de sa profession d'avocat et donna un nouveau cours à ses activités politiques. Il se met tout d’abord au service de Léon Blum dont il devient l'un des plus proches collaborateurs et accède à la fonction de directeur de cabinet, à Matignon, après la victoire du Front populaire en 1936. Vivement opposé au fascisme, il est grièvement blessé lors de la fusillade de Clichy en 1937, ce qui lui vaut une certaine notoriété dans le milieu socialiste.

### Seconde Guerre mondiale
Engagé comme résistant pendant la Seconde Guerre mondiale, il tentera à deux fois de rejoindre de Gaulle en tant que délégué du Parti socialiste à Londres, sans y parvenir. Capturé une première fois à Lisbonne et remis aux autorités de Vichy, il sera libéré et tentera de rejoindre Léon Blum à Riom. Une nouvelle fois capturé, alors qu'il s'apprêtait à être livré à la Gestapo, il s'échappe miraculeusement par la double porte des toilettes d'un restaurant.
Il finit par rejoindre Londres en juillet 1944, où il a pour but avec l'Agence juive la libération de Léon Blum. À la fin de la guerre, il se rapproche du communisme, qu'il gratifie du rôle important qu'ont joué les Soviétiques dans la défaite allemande. En 1945, il plaide pour un rapprochement entre les socialistes et les communistes.

### Après la guerre
Après 1945, il est avocat dans plusieurs grands procès politiques (d'Yves Farge dans le procès dit du « scandale des vins », de Pierre Daix et des Lettres françaises dans le procès Kravchenko, du réseau Jeanson...)
C'est après la guerre qu'André Blumel, bien que lui-même juif alsacien assimilé, laïc ou juif agnostique, s'engage en faveur de la création d'un État juif. Il a un rôle très important dans le sionisme français, travaille au Quai d'Orsay pour les relations franco-israéliennes et plaide pour la reconnaissance de l'État israélien. Il assure la défense de Betty Knout-Lazarus et de Yashka Levstein arrêtés en possession d'explosifs à la frontière belge. Il permet à l'Exodus de quitter les eaux territoriales françaises pour la Palestine mandataire, et joue un rôle décisif dans les pourparlers franco-anglais qui suivent. Il livre des armes en Israël en 1948, partant seul dans l'avion avec les armes. Il est à ce moment proche de Ben Gourion, en tant que représentant diplomatique de la France et du sionisme français. Il sera président du Mouvement contre le racisme et pour l'amitié entre les peuples (MRAP) et de l'Agence sioniste française.
Il entretient des rapports ambigus entre communisme et sionisme, facilité par le soutien de Staline à la création d'Israël, mais se rapproche plus du sionisme lorsque l'URSS cesse de soutenir Israël, puis à nouveau du communisme lorsque, vers 1966, ses relations avec Israël se brouillent. Il restera proche des milieux du pouvoir russe et israélien tout au long de sa vie.
Membre de la présidence de l'association France-URSS à partir de 1957, il est président délégué adjoint de cette association en 1964, et président délégué de 1970 à sa mort.
Il publie régulièrement dans les journaux français, comme dans L'Humanité ou La Guerre sociale, sur des sujets tels que le sionisme ou le socialisme.
André Blumel meurt à Fontenay-lès-Briis, le 26 mai 1973, à l'âge de 80 ans. Sa seconde épouse est décédée en 1986.

## Fonctions publiques
- Secrétaire administratif du Groupe parlementaire de la SFIO (1924-1928)
- Secrétaire de la rédaction du Populaire
- Rédacteur en chef du Travail, organe socialiste de la Fédération des Deux-Sèvres (1928-1934)
- Membre de la CAP de la SFIO (1933-1939)
- Directeur de Cabinet de Léon Blum (1936-1938), puis d’Adrien Tixier (1944-1945)
- Délégué du P.-S. clandestin à Londres pendant l’Occupation
- Président de l’Union sioniste de France à partir de 1947
- Président du K.K.L. de France (1946-1949)
- Cofondateur et président en 1947 de l’Union sioniste de France
- Membre du Comité national des Combattants de la Paix (1948)
- Premier président du Mouvement contre le racisme et pour l'amitié entre les peuples (MRAP) (1949-1952)
- L’un des fondateurs (1953) et membre du Bureau exécutif du Cercle Bernard Lazare
- Président du Comité juif d’action contre le réarmement allemand (1953-1955)
- Secrétaire du Parti socialiste unitaire (1952-1954), puis secrétaire général du Parti socialiste de gauche (1954-1956)
- Secrétaire général puis président de la Fédération sioniste de France (1954-1960)
- Coprésident de l’UJRE (1965-1973)
- Conseiller municipal apparenté communiste de Paris (XVIIIe arrondissement, 1965-1973)
- Président-délégué de France-URSS (1970-1973)
- Coprésident des Échanges franco-allemands (1960-1963)

### Sources primaires
- Archives du Parti communiste français, Fonds André BLUMEL